# Jessica Steinke
Jessica Steinke (* 1968 in Berlin) ist eine deutsche Theaterregisseurin.

## Leben
Neben einem Studium in Amerikanistik, Spanisch und Publizistik sammelte sie 1987 erste Theatererfahrungen als Regiehospitantin am Schillertheater Berlin. Von 1989 bis 1993 arbeitete sie am Wiener Burgtheater, am Theater Der Kreis Wien, am Deutschen Theater Berlin und Schauspiel Frankfurt als Regieassistentin u. a. von George Tabori, Andrea Breth, Jürgen Gosch, Hans Hollmann, Nils-Peter Rudolph und Cesare Lievi.
Seit 1993 entstanden am Schauspiel Frankfurt erste eigene Inszenierungen u. a. Ella von Herbert Achternbusch, Der Disney-Killer von Philipp Ridley und Weisman und Rotgesicht von George Tabori.
Nach einem mehrmonatigen Aufenthalt in New York mit Gasthörerschaft im Actors Studio begann Jessica Steinke als freischaffende Regisseurin bundesweit an 15 Stadt-, Staats- und Landesbühnen tätig zu werden und erarbeitete seitdem mehr als 35 Inszenierungen u. a.: am Stadttheater Würzburg Freitag von Hugo Claus, wofür sie den Bayerischen Regiepreis 1999 erhielt; am Theater der Landeshauptstadt Magdeburg UA Die Unbekannte mit dem Föhn von John von Düffel,
am Landestheater Tübingen Hautnah von Patrick Marber, Jungfrau von Orleans von Friedrich Schiller sowie DEA „2“  von Romulus Linney; am Hans Otto Theater Potsdam DEA Vogelzunge von Ellen Mclaughlin; am Schauspiel Bonn UA Push up von Roland Schimmelpfennig und UA Typhusmond von Katharina Gericke sowie Push up 1-3 von Roland Schimmelpfennig (eingeladen zur Bonner Biennale 2002); am Schauspiel Wuppertal Kalldewey Farce von Botho Strauß; am Staatstheater Wiesbaden Der Snob von Carl Sternheim, Kasimir und Karoline von Ödön von Horváth, Die Ratten von Gerhart Hauptmann und Liliom von Ferenc Molnár.
Neben der Arbeit am Theater lehrt Jessica Steinke seit 1998 als Dozentin u. a. an der Eberhard-Karls-Universität Tübingen, der Universität der Künste Berlin und dem Mozarteum Salzburg. Des Weiteren ist sie als zertifizierte systemische Beraterin und Coach mit dem Schwerpunkt Führungs- und Kommunikationskultur tätig.
| Personendaten    | Personendaten               |
| ---------------- | --------------------------- |
| NAME             | Steinke, Jessica            |
| KURZBESCHREIBUNG | deutsche Theaterregisseurin |
| GEBURTSDATUM     | 1968                        |
| GEBURTSORT       | Berlin                      |